# Octopus (Telefonanlage)

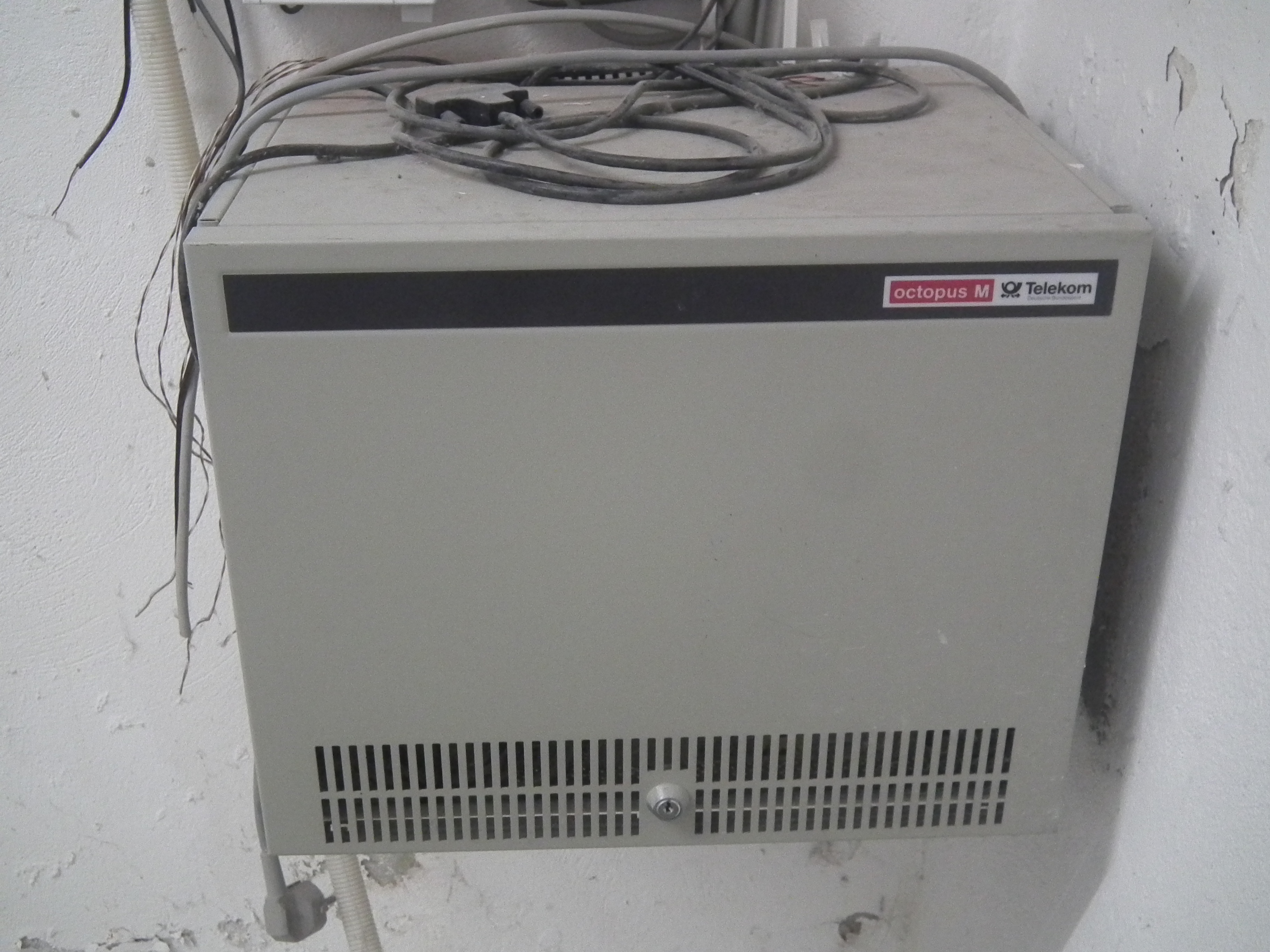
Telefonanlage Octopus M der Telekom

Octopus bezeichnet eine Familie von mittleren und großen Telefonanlagen für den Businessbereich der Deutschen Telekom. Die Deutsche Telekom produziert die Systeme nicht selbst, sondern kauft sie bei anderen Anbietern ein.
Eine Auswahl der Hersteller: (nicht vollständig)
- Octopus 180i:      Philips
- Octopus M:         Philips (so nur für die Deutsche Telekom hergestellt)
- Octopus M26:       Philips (so nur für die Deutsche Telekom hergestellt)
- Octopus K:         Philips
- Octopus S:         Philips Sopho S
- Octopus 8818:      Siemens Nixdorf (DVS 8818)
- Octopus C20:       Hagenuk DCS DECT 3
- Octopus C300:      Hagenuk DCS DECT 32
- Octopus CM:        Cisco CUCM (Cisco Unified Communication Manager)
- Octopus CME:       Cisco CUCME (Cisco Unified Communication Manager Express)
- Octopus Desk:      C4B Com for Business AG XPhone
- Octopus E/F/H:     Siemens Enterprise Communications (SEN)
- Octopus F X:       Unify
- Octopus Open:      Alcatel-Lucent OmniPCX Office
- Octopus EP:        Alcatel-Lucent OmniPCX Enterprise
- Octopus Netphone:  Swyx

Modellabhängige Unterschiede bei Octopus E/F/H:
- Octopus E10-E30 1. Version: Hersteller Siemens, Modellreihe Hicom 100E, je nach Modell unterschiedliche Ausbaustufen möglich
- Octopus E10-E30 2. Version: Hersteller Siemens, Modellreihe Hicom 150E, je nach Modell unterschiedliche Ausbaustufen möglich, mit E30 auch CMI (DECT) möglich
- Octopus E730/930: Hersteller Siemens, Modellreihe Hicom 150H, je nach Modell unterschiedliche Ausbaustufen möglich, E930 = CMI-fähig
- Octopus E300/800: Hersteller Siemens, kein Siemens-Pendant, interner Name A6, Weiterentwicklung der Hicom 200, Schwestermodell der Hicom 150 E, die etwa zeitgleich entwickelt wurde, Software der Siemens Nixdorf 8818 (ehemals Nixdorf 8818 bis Release 5.4, ab 6.0 A6)
- Octopus H:  Hersteller Siemens, Modellreihe Hicom 300
- Octopus E5000: Hersteller Siemens, Modellreihe Hicom 300H (?)
- Octopus E8000: Hersteller Siemens, Modellreihe Hicom 300H (?)
- Octopus F50: Hersteller Teldat elmeg, Modellreihe hybird, Vertrieb als Produkt des Herstellers Siemens
- Octopus F200: Hersteller Siemens, Modellreihe HiPath 33x0, lieferbar als 19"- und Wandversion, CMI mit maximal 3 Sendern möglich
- Octopus F400: Hersteller Siemens, Modellreihe HiPath 35x0, lieferbar als 19"- und Wandversion, CMI mit maximal 7 Sendern möglich
- Octopus F600: Hersteller Siemens, Modellreihe HiPath 37x0, lieferbar als 19"- und Standversion
- Octopus F650: Hersteller Siemens, Modellreihe HiPath 3800, lieferbar als 19"- und Standversion
- Octopus F900: Hersteller Siemens, Modellreihe HiPath 4000
- Octopus F270 IT: Hersteller Siemens, Modellreihe HiPath 2000, 19"- oder Tischversion
- Octopus F470 UC: Hersteller Siemens, Modellreihe OpenScape Office MX
- Octopus F670 UC: Hersteller Siemens, Modellreihe OpenScape Office LX
- Octopus F X1: Hersteller Unify, Modellreihe Openscape Business X1
- Octopus F X3: Hersteller Unify, Modellreihe Openscape Business X3
- Octopus F X5: Hersteller Unify, Modellreihe Openscape Business X5
- Octopus F X8: Hersteller Unify, Modellreihe Openscape Business X8
- Octopus F X8S: Hersteller Unify, Modellreihe Openscape Business S